# Agapetus truncatus
Agapetus truncatus är en nattsländeart som beskrevs av Martynov 1913. Agapetus truncatus ingår i släktet Agapetus och familjen stenhusnattsländor. Inga underarter finns listade i Catalogue of Life.